# Charleroi 21 Futsal
Il Charleroi 21 Futsal è un club belga di calcio a 5 con sede a Charleroi. Fino al 2011 era noto come Action 21.

## Storia
L'unico club rappresentativo nella zona di Charleroi sino al 1998 era il Rapaso Charleroi Garenne, fondato nel 1995, da cui erano usciti diversi ottimi giocatori di calcio a 5. Nel 1999 dalla fusione con il FCS Sambreville, di proprietà di Paul Locicero, disputante l'antagonista lega della ABFS, nacque una forte realtà come l'Action 21, che decise di partecipare alla lega della URBSFA. Subito nel primo anno di partecipazione al campionato, la squadra di Charleroi vinse il titolo nazionale, al quale sono seguiti altri sei titoli consecutivi che l'hanno fatta diventare la recordman belga di titoli consecutivi. Dopo il 2000, con l'istituzione della Coppa UEFA, la squadra iniziò a farsi conoscere in Europa, nelle edizioni 2001-02 e 2002-03 la squadra belga giunse alla finale, sconfitta entrambe le volte dal Playas de Castellón Fútbol Sala. Nella stagione 2004-2005 i due maggiori club di Charleroi, Action 21 e Kickers, firmarono un accordo di collaborazione che sfociò in una felicissima annata chiusasi con un en plein eccezionale, fatto di Campionato, Coppa e Supercoppa del Belgio, e il titolo di Campione d'Europa dopo aver battuto i russi del MFK Dinamo Moskva. Il titolo di campione continentale si può a tutti gli effetti considerare storico: l'Action 21 è stata la prima formazione non spagnola a vincere la massima competizione europea per club organizzata dalla UEFA. Nel 2011 la situazione economica sfavorevole spinge la società alla ricerca di nuovi partner; dalla fusione con il Frameuro Mons nasce quindi il Charleroi 21.

## Rosa 2009-10
| N. |                   | Ruolo | Calciatore          |
| -- | ----------------- | ----- | ------------------- |
| 1  | Belgio (bandiera) | G     | Anthony Tognini     |
| 2  | Belgio (bandiera) | G     | Valentin Dujacquier |
| 3  | Belgio (bandiera) | G     | Thomas Liuzzi       |
| 4  | Belgio (bandiera) | G     | Jonathan Fosse      |
| 6  | Belgio (bandiera) | G     | Michael Piazza      |
| 7  | Belgio (bandiera) | G     | Aiyoub Anik         |
| 8  | Belgio (bandiera) | G     | Lúcio Rosa          |

| N. |                    | Ruolo | Calciatore          |
| -- | ------------------ | ----- | ------------------- |
| 9  | Belgio (bandiera)  | G     | Mario Lunetta       |
| 10 | Brasile (bandiera) | G     | Liliu               |
| 12 | Belgio (bandiera)  | G     | Filippo La Rocca    |
| 14 | Belgio (bandiera)  | G     | Sebastien Deswijsen |
| 18 | Belgio (bandiera)  | G     | Julien Rizzo        |
| 22 | Belgio (bandiera)  | G     | Sebastiano Canaris  |

## Palmarès

### Competizioni nazionali
- Campionato belga: 10
1999-00, 2000-01, 2001-02, 2002-03, 2003-04, 2004-05, 2005-06, 2007-08, 2008-09, 2009-10
- Coppa del Belgio: 5
2003-04, 2004-05, 2005-06, 2006-07, 2009-10
- Supercoppa del Belgio: 9
2000, 2001, 2002, 2003, 2004, 2005, 2006, 2008, 2011

### Competizioni internazionali
- Coppa UEFA: 1
2004-05
- Coppa del Benelux: 2
2001-02, 2002-03